# جوزيف هانسن (مجدف)
جوزيف هانسن (بالإنجليزية: Joseph Hansen)‏ هو مجدف أمريكي، ولد في 13 أغسطس 1979 في رينو في الولايات المتحدة.

## وصلات خارجية
- جوزيف هانسن على موقع الاتحاد الدولي للتجديف (الإنجليزية)
- جوزيف هانسن على موقع اللجنة الأولمبية الدولية (الإنجليزية)
- جوزيف هانسن على موقع أوليمبيديا (الإنجليزية)